# Orio
Orio település Spanyolországban, Gipuzkoa tartományban. Orio Donostia-San Sebastián, Aia és Usurbil községekkel határos. Lakosainak száma 6182 fő (2024).

## Népesség
A település népessége az utóbbi években az alábbiak szerint változott:
| Lakosok száma | 4395 | 4585 | 4695 | 5026 | 5270 | 5694 | 5851 | 6022 | 6096 | 6182 |
|               | 2001 | 2004 | 2006 | 2009 | 2011 | 2014 | 2016 | 2019 | 2021 | 2024 |